# Ehrnfried Wahlqvist

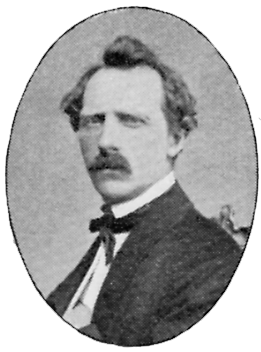
Ehrnfried Wahlqvist, Foto aus einem Künstlerlexikon

Carl Johan Ehrnfried Wahlqvist, auch Ernfried Wahlqvist oder Ehrenfried Wahlqvist (* 26. März 1815 in Ystad, Schonen, Schweden; † 3. Mai 1895 in Stockholm), war ein schwedischer Landschafts- und Marinemaler der Düsseldorfer Schule.

## Leben
Wahlqvist war zunächst Trompeter eines schwedischen Husarenregiments. Dann studierte er Malerei in Kopenhagen, ehe er zwischen 1850 und 1855 in Düsseldorf weilte, wo er Privatschüler des Landschaftsmalers Carl Hilgers war.

## Werke (Auswahl)

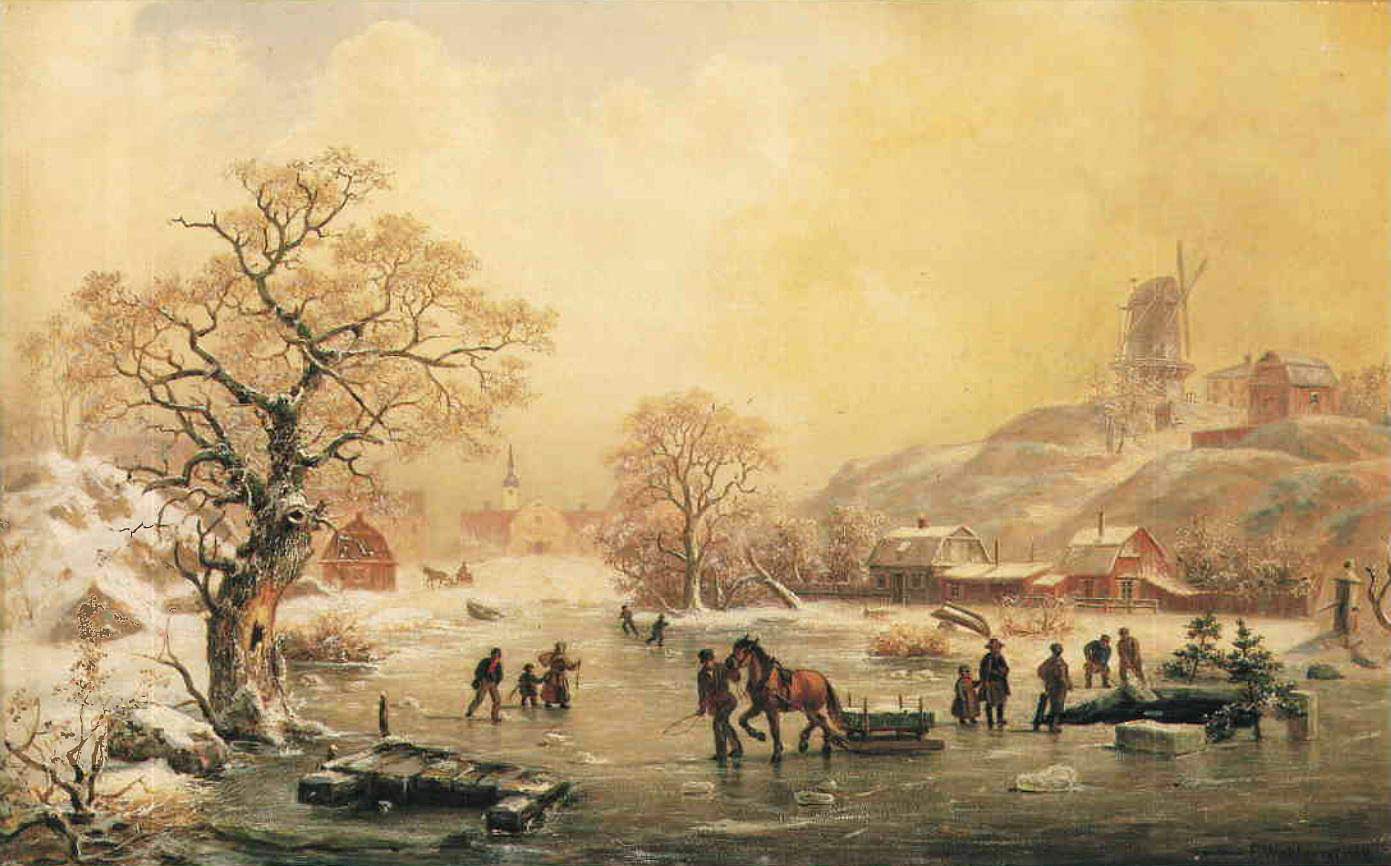
Issågning på Hammarby sjö, kvarnen Klippan i bakgrunden (Eislauf auf dem Hammarby-See), 1864

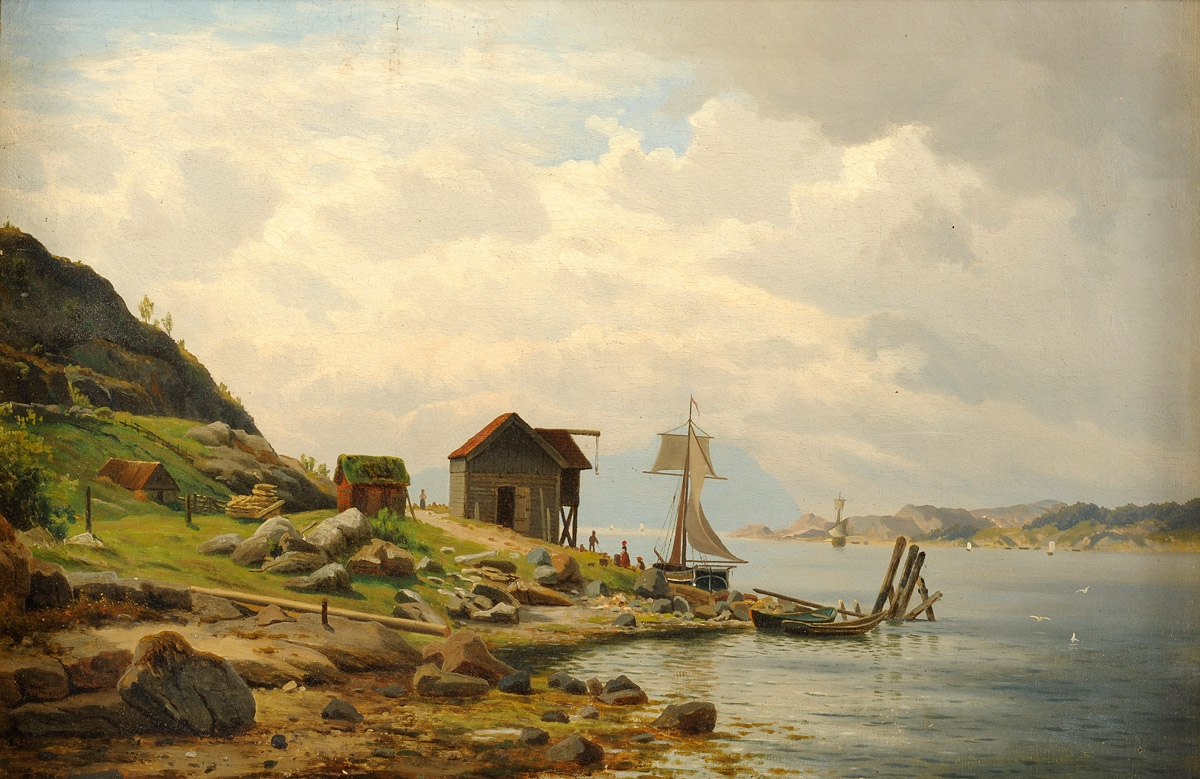
Schwedische Küstenlandschaft mit Bootshaus

Wahlqvist malte hauptsächlich Landschaften, nicht selten romantische Motive im Mondlicht, oft Seestücke, seltener Genrebilder und Porträts. Seine Werke wurden in Kunstvereinen und auf internationalen Ausstellungen gezeigt.
- Landskapsvy med kyrka vid vattendrag (Landschaft mit Kirche an einem Fluss), 1863.
- Issågning på Hammarby sjö, kvarnen Klippan i bakgrunden (Eislauf auf dem Hammarby See), 1864.
- Utsikt från Alvik in mot staden (Blick von Alvik in Richtung der Stadt), 1884.
- Schwedische Küstenlandschaft mit Bootshaus
- Die Kronenbraut